# Erling Haaland
Erling Braut Haaland, ursprungligen Håland, född den 21 juli 2000 i Leeds, England, är en norsk fotbollsspelare som spelar för Manchester City i Premier League och norska landslaget. 
Haaland anses vara en av de bästa spelarna i världen och är känd för sin snabbhet, styrka och sina avslut innanför straffområdet. Han innehar rekordet i Premier League för flest gjorda mål under en säsong efter att ha gjort 36 mål på 35 matcher säsongen 2022/2023.
Haaland har vunnit flera individuella utmärkelser och slagit olika rekord under sin karriär. Under säsongen 2019/20 med Salzburg blev han den förste tonåringen att göra mål i fem raka Champions League-matcher. Han blev även skyttekung i Champions League säsongen 2020/21. 2020 vann Haaland utmärkelsen Golden Boy och 2021 utsågs han till Bundesliga Player of the Season och ingick i FIFA FIFPro World11 2021 och 2022.  
I Premier League, som spelare för Manchester City, har han även slagit flera rekord. Exempelvis blev han den snabbaste spelaren att göra två, tre och fyra hattrick och den förste spelaren i ligans historia att göra hattrick tre hemmamatcher i rad. Med City har han även satt nya rekord i Champions League, som att bli snabbaste spelaren att uppnå 30 mål (25 matcher) och även den yngste spelaren att uppnå 30 mål. Han är, tillsammans med Lionel Messi, den ende som gjort fem mål i en slutspelsmatch i Champions League. 
Första säsongen i Premier League slog han rekordet för flest gjorda mål under en säsong i Premier League när han den 3 maj 2023 gjorde sitt 35:e mål för säsongen, detta på 31 matcher.
Haaland är son till Alf-Inge Håland, före detta fotbollsspelare i Nottingham Forest, Leeds United och Manchester City.

## Uppväxt
Haaland föddes år 2000 i Leeds, då hans far Alf-Inge Håland spelade för Leeds United i Premier League vid denna tidpunkt. År 2004, vid tre års ålder, flyttade han till Bryne,  föräldrarnas hemstad i Norge. Som ung testade Haaland på ett flertal andra sporter utöver fotboll, som exempelvis handboll, golf och friidrott. Han uppnådde till och med ett världsrekord i sin ålderskategori för stående längdhopp när han var fem år, då han hoppade 1,63 meter. Men Haaland fastnade till slut för fotbollen, vilket blev sporten han satsade på som ung.
Haaland är kusin till Albert Tjåland, som också är fotbollsproffs.

## Klubblagskarriär

### Bryne
Haaland började spela fotboll i sin hemstadsklubb Bryne FK vid fem års ålder. I en intervju med Goal.com berättade Haalands tidigare ungdomstränare, Alf Ingve Berntsen, om hur det var när Haaland gick med i klubben:
| ”                    | Jag såg Erling för första gången när han var fem är då han gick med inomhusträningarna med en grupp som var ett år äldre... Hans två första touch med bollen ledde till mål. Han var väldigt, väldigt bra från första stund, trots att han inte spelat i klubben tidigare. Han började spela i sin egen ålderskull, men eftersom han var så mycket bättre än de andra flyttade vi upp honom direkt till U6-laget. | „ |
| – Alf Ingve Berntsen | |   |

Under säsongen 2015/16 spelade Haaland för Brynes reservlag och imponerade stort och gjorde arton mål på fjorton matcher. I maj 2016 avskedades Gaute Larsen som Brynes tränare och ungdomstränaren Berntsen befordrades till tillfälligtränare. Efter att ha tränat Haaland i ungdomslagen gav Berntsen tonåringen chansen i A-laget, tre månader före hans sextonårsdag. Han gjorde sin debut den 12 maj 2016 då Bryne förlorade mot Ranheim i den norska andraligan, 1. divisjon.
Efter att ha varit utplacerad som en kantspelare satte Berntsen Haaland efter några matcher i sin favoritposition, centralt på planen som anfallare. Även om han inte lyckades göra mål under sin genombrottssäsong hos Bryne, erbjöds Haaland ett provspel av den tyska klubben 1899 Hoffenheim innan han så småningom flyttade till Molde FK för att spela under Ole Gunnar Solskjær. Haaland gjorde totalt sexton framträdanden för Bryne.

### Molde
Den 1 februari 2017 meddelade Molde att 16-åriga Haaland hade skrivit på för klubben. Han debuterade för klubben den 26 april 2017 i en norsk cupmatch mot Volda TI och gjorde även mål när man vann med 3–2. Haalands debut i Eliteserien kom den 4 juni 2017 då han kom in som avbytare i den 71:e matchminuten mot Sarpsborg 08. Han fick gult kort efter endast 65 sekunder på planen. Hans första mål för liga-säsongen kom den 6 augusti, då han gjorde det avgörande målet mot Tromsø i en 2-1 seger. Haaland avslutade sin första säsong på Molde med fyra mål på tjugo matcher.

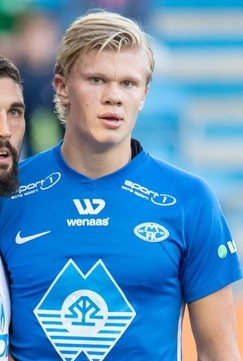
Haaland i Molde, 2018

Den 1 juli 2018 gjorde Haaland fyra mål under de inledande 21 minuterna mot SK Brann och säkrade därmed en stabil 4–0-seger mot de obesegrade serieledarna vid den tidpunkten. Efter matchen jämförde Molde-tränaren Ole Gunnar Solskjær Haalands spelstil med belgiska forwarden Romelu Lukaku och avslöjade att klubben hade avvisat flera bud på anfallaren från olika klubbar. I den följande matchen en vecka senare fortsatte Haaland sin målkörning med två nya mål mot Vålerenga i en 5–1-vinst. Han gjorde sitt första mål i en Uefa-tävling den 26 juli och konverterade en straff i Moldes 3–0-vinst i Europa League mot KF Laçi. På grund av en stukad fotled deltog Haaland inte i Moldes tre nästkommande ligamatcher för säsongen. För sina framträdanden i Eliteserien 2018 fick Haaland utmärkelsen Eliteserien Breakthrough of the Year. Han avslutade säsongen 2018 som Moldes främsta målskytt och gjorde sexton mål på trettio matcher i alla tävlingsformer.

### Red Bull Salzburg

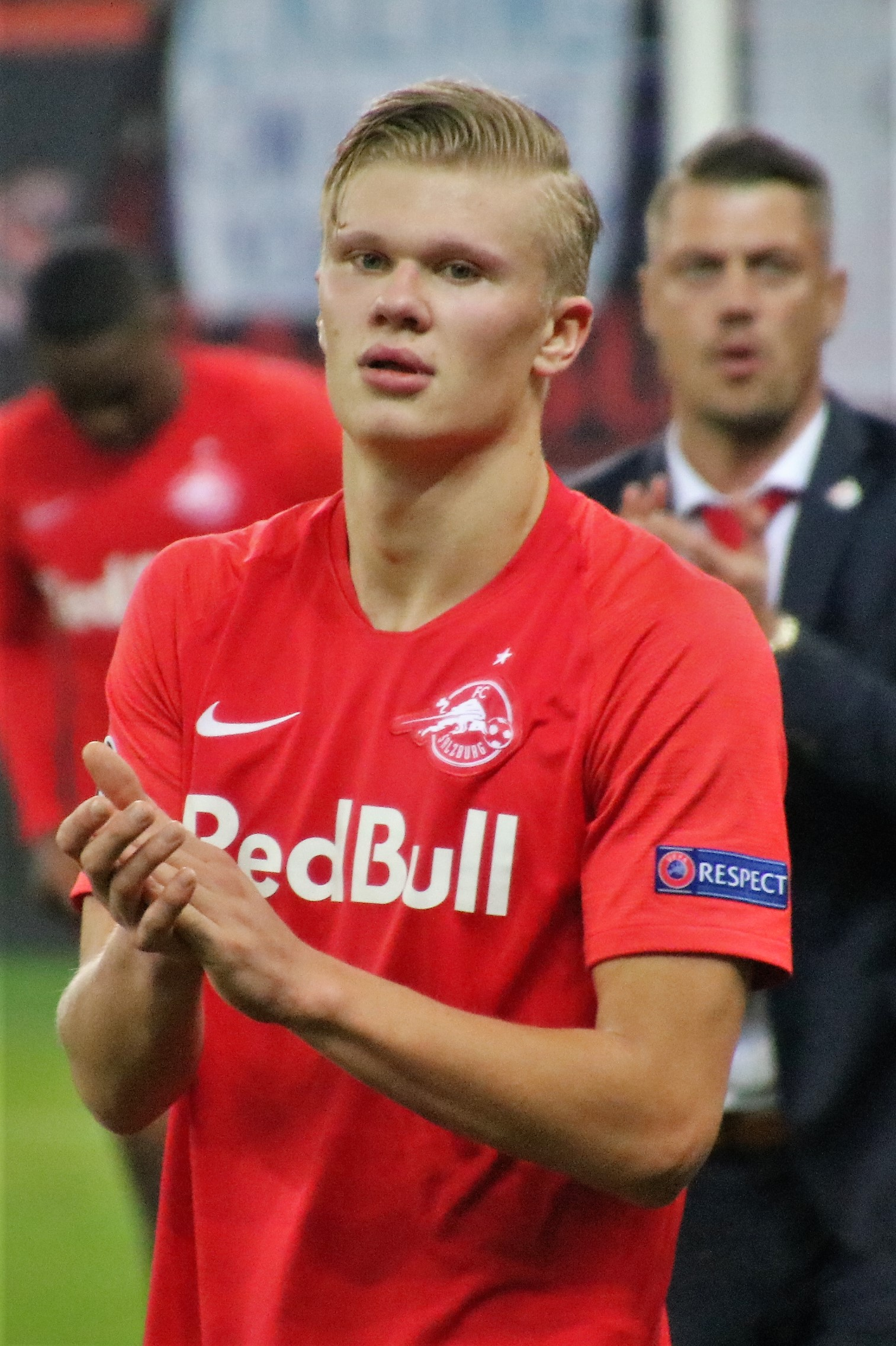
Haaland i Red Bull Salzburg, 2019

Den 19 augusti 2018 meddelade de österrikiska Bundesliga-mästarna Red Bull Salzburg att Haaland hade skrivit på för klubben den 1 januari 2019, ett avtal som gjorde honom bunden till klubben fem år framåt. Athleticens Phil Hay skulle senare avslöja att innan han flyttade till Salzburg hade Haaland fått ett erbjudande från sin fars tidigare klubb Leeds United. Haaland debuterade för klubben den 17 februari 2019, i den österrikiska cupens kvartsfinal 2018/19 mot Wiener Neustädter, och gjorde sitt första mål den 12 maj 2019 i den österrikiska Bundesliga 2–1-segern över LASK. Den 19 juli gjorde han sitt första hattrick för klubben i en 7–1-cupvinst mot SC-ESV Parndorf och följde upp detta med sitt första hattrick i ligan den 10 augusti då han gjorde tre mål i en 5–2 seger mot Wolfsberger AC. Han gjorde sitt tredje hattrick för Salzburg den 14 september i en 7–2-seger över TSV Hartberg; detta var den sjätte ligamatchen i rad som Haaland gjorde mål i. Tre dagar senare debuterade Haaland i Uefa Champions League mot Genk, där han gjorde tre mål under den första halvleken i en match som slutade i en 6–2-seger, hans fjärde hattrick för Salzburg.
I sina två nästkommande matcher i Champions League noterade Haaland ett mål mot Liverpool på Anfield och ytterligare två mot Napoli och blev därmed blott den andra tonåringen efter Karim Benzema i Champions League-historien att göra mål i sina tre första matcher.

### Borussia Dortmund
Den 29 december 2019, tre dagar innan januarifönstret öppnats, bekräftade Borussia Dortmund att de värvat Haaland för en transfersumma värd ca 200 miljoner kronor. Kontraktet sträckte sig till sommaren 2024.

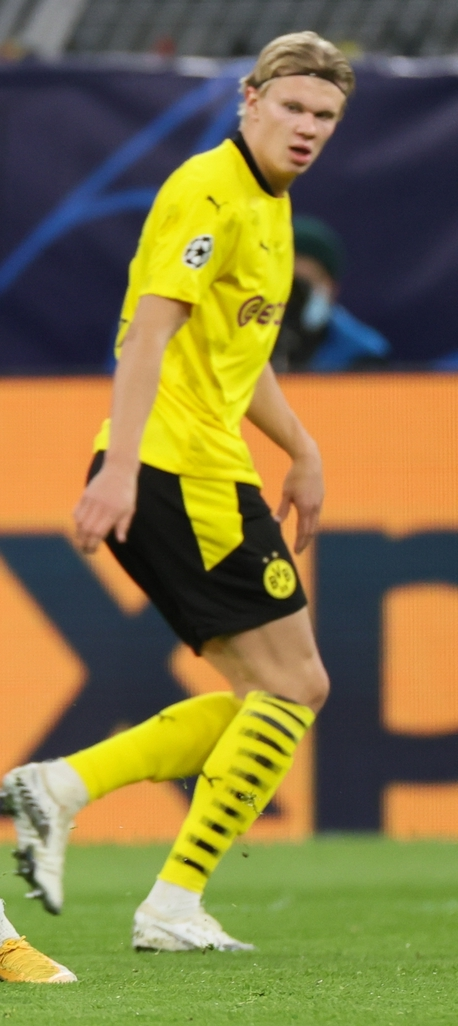
Haaland spelande för Dortmund, 2020

Haaland gjorde debut 18 januari 2020 i en bortamatch mot FC Augsburg som inhoppare. På 23 minuter hade Haaland gjort hattrick och matchen vanns med 5–3.
Hösten 2020 blev han utsedd som vinnaren av Golden Boy Award, vilket är ett pris som utges till årets bästa fotbollstalang.

### Manchester City
Den 10 maj 2022 skrev Haaland på ett femårskontrakt med Manchester City. Kontraktet började att gälla den 1 juli samma år och City uppgav betala Dortmund 60 miljoner euro (ca 600 miljoner kr). Debuten för klubben kom i den första omgången av Premier League den 7 augusti 2022 då han gjorde båda målen i en 2–0-vinst mot West Ham på London Stadium.  De dubbla målen innebar att Haaland blev den andre spelaren i Manchester Citys historia att svara för två fullträffar i sin Premier League-debut. Den första var Sergio Agüero år 2011.

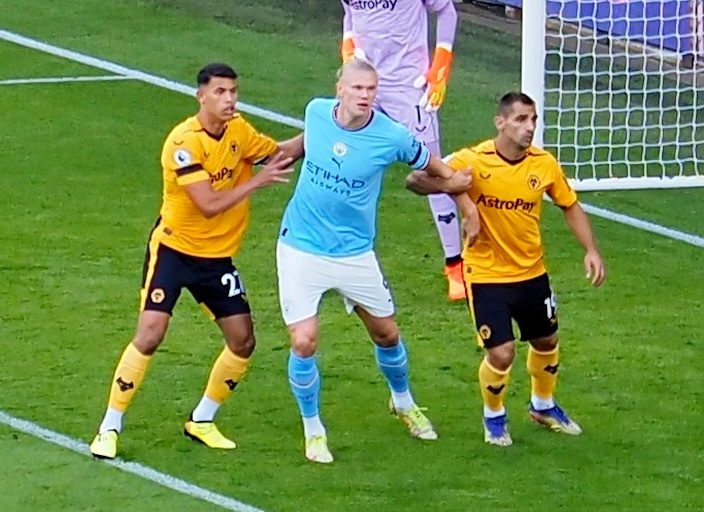
Haaland (mitten) i Manchester City, 2022

Den 27 augusti 2022 gjorde Haaland sitt första hattrick för klubben då City vände ett 2–0-underläge till vinst med 4–2 i den andra halvleken hemma mot Crystal Palace.
I en förkrossande 7–0-seger över RB Leipzig i den andra matchen av kvartsfinalen i Champions League den 14 mars 2023 gjorde Haaland fem av lagets mål och slog därmed fyra rekord i en och samma match. Han blev den snabbast någonsin att nå 30 mål i Champions League – då det blott var hans 25:e match i turneringnen. Samtidigt noterades han även som den yngste att nå 30 mål. Det rekordet hade tidigare Kylian Mbappé. Han blev även Citys främsta målskytt under en och samma säsong med sina dittills 39 fullträffar. Haaland blev dessutom den andra spelaren i Champions Leagues historia att göra fem mål i en slutspelsmatch, efter Lionel Messi.
3 maj 2023 gjorde han sitt 35:e Premier League-mål för säsongen, och slog därmed rekordet för flest gjorda mål i Premier League under en och samma säsong. Han gjorde detta på 31 matcher. Säsongen slutade på 36 mål (på 35 matcher) vilket nu är det nya rekordet.
2023 vann han tillsammans med City Premier League, FA-cupen och Champions League.

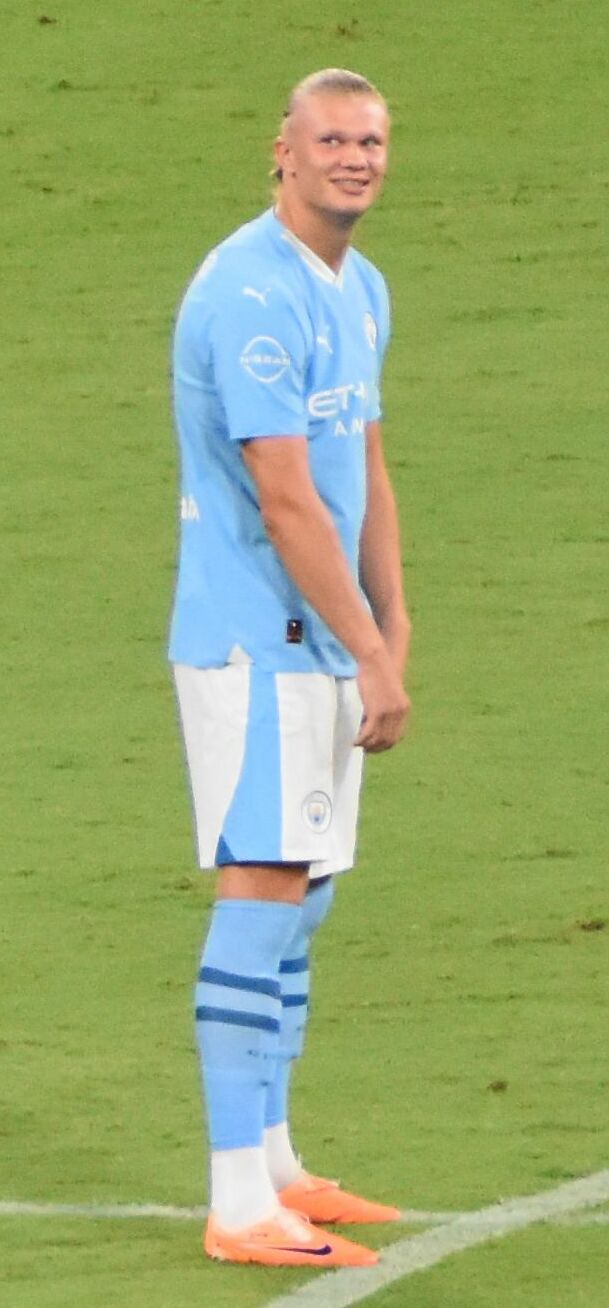
Haaland, 2023

## Statistik

### Klubblag
| Klubb             | Säsong         | Liga                  | Liga    | Liga | Nationella cuper | Nationella cuper | Europa  | Europa | Annat   | Annat | Totalt  | Totalt |
| Klubb             | Säsong         | Division              | Matcher | Mål  | Matcher          | Mål              | Matcher | Mål    | Matcher | Mål   | Matcher | Mål    |
| ----------------- | -------------- | --------------------- | ------- | ---- | ---------------- | ---------------- | ------- | ------ | ------- | ----- | ------- | ------ |
| Bryne 2           | 2015           | 3. divisjon           | 3       | 2    | —                | —                | —       | —      | —       | —     | 3       | 2      |
| Bryne 2           | 2016           | 3. divisjon           | 11      | 16   | —                | —                | —       | —      | —       | —     | 11      | 16     |
| Bryne 2           | Totalt         | Totalt                | 14      | 18   | —                | —                | —       | —      | —       | —     | 14      | 18     |
| Bryne             | 2016           | 1. divisjon           | 16      | 0    | 0                | 0                | —       | —      | —       | —     | 16      | 0      |
| Molde 2           | 2017           | 3. divisjon           | 4       | 2    | —                | —                | —       | —      | —       | —     | 4       | 2      |
| Molde             | 2017           | Eliteserien           | 14      | 2    | 6                | 2                | —       | —      | —       | —     | 20      | 4      |
| Molde             | 2018           | Eliteserien           | 25      | 12   | 0                | 0                | 5       | 4      | —       | —     | 30      | 16     |
| Molde             | Totalt         | Totalt                | 39      | 14   | 6                | 2                | 5       | 4      | —       | —     | 50      | 20     |
| Red Bull Salzburg | 2018/19        | Österrikes Bundesliga | 2       | 1    | 2                | 0                | 1       | 0      | —       | —     | 5       | 1      |
| Red Bull Salzburg | 2019/20        | Österrikes Bundesliga | 14      | 16   | 2                | 4                | 6       | 8      | —       | —     | 22      | 28     |
| Red Bull Salzburg | Totalt         | Totalt                | 16      | 17   | 4                | 4                | 7       | 8      | —       | —     | 27      | 29     |
| Borussia Dortmund | 2019/20        | Bundesliga            | 15      | 13   | 1                | 1                | 2       | 2      | —       | —     | 18      | 16     |
| Borussia Dortmund | 2020/21        | Bundesliga            | 28      | 27   | 4                | 3                | 8       | 10     | 1       | 1     | 41      | 41     |
| Borussia Dortmund | 2021/22        | Bundesliga            | 24      | 22   | 2                | 4                | 3       | 3      | 1       | 0     | 30      | 29     |
| Borussia Dortmund | Totalt         | Totalt                | 67      | 62   | 7                | 8                | 13      | 15     | 2       | 1     | 89      | 86     |
| Manchester City   | 2022/23        | Premier League        | 35      | 36   | 6                | 4                | 11      | 12     | 1       | 0     | 53      | 52     |
| Manchester City   | 2023/24        | Premier League        | 32      | 27   | 5                | 5                | 9       | 6      | 2       | 0     | 45      | 39     |
| Manchester City   | 2024/25        | Premier League        | 31      | 22   | 3                | 1                | 9       | 8      | 5       | 3     | 48      | 34     |
| Manchester City   | 2025/26        | Premier League        | 1       | 2    | 0                | 0                | 0       | 0      | —       | —     | 1       | 2      |
| Manchester City   | Totalt         | Totalt                | 98      | 87   | 12               | 11               | 29      | 26     | 8       | 3     | 147     | 126    |
| Manchester City   | Karriär totalt | Karriär totalt        | 254     | 200  | 29               | 24               | 54      | 54     | 10      | 4     | 347     | 281    |

1. ↑  Inkluderar matcher i norska mästerskapet, ÖFB-Cup, DFB-Pokal, Engelska Ligacupen, FA-cupen
2. 1 2  Matcher i Uefa Europa League
3. 1 2 3 4 5 6 7 8  Matcher i Uefa Champions League
4. 1 2  Matcher i DFL-Supercup
5. 1 2 3  Matcher i FA Community Shield
6. ↑  Matcher i Uefa Super Cup
7. ↑  Matcher i VM för klubblag

### Landslag
| Landslag | År     | Matcher | Mål |
| -------- | ------ | ------- | --- |
| Norge    | 2019   | 2       | 0   |
| Norge    | 2020   | 5       | 6   |
| Norge    | 2021   | 8       | 6   |
| Norge    | 2022   | 8       | 9   |
| Norge    | 2023   | 6       | 6   |
| Norge    | 2024   | 10      | 11  |
| Norge    | 2025   | 4       | 4   |
| Totalt   | Totalt | 43      | 42  |

### Landslagsmål
| Nr | Datum             | Arena                                             | Landskamp | Motståndare   | Mål | Resultat | Tävling                         | Ref.   |
| -- | ----------------- | ------------------------------------------------- | --------- | ------------- | --- | -------- | ------------------------------- | ------ |
| 1  | 4 september 2020  | Ullevål Stadion, Oslo, Norge                      | 3         | Österrike     | 1–2 | 1–2      | Uefa Nations League B 2020/2021 | [ 48 ] |
| 2  | 7 september 2020  | Windsor Park, Belfast, Nordirland                 | 4         | Nordirland    | 2–1 | 5–1      | Uefa Nations League B 2020/2021 | [ 49 ] |
| 3  | 7 september 2020  | Windsor Park, Belfast, Nordirland                 | 4         | Nordirland    | 5–1 | 5–1      | Uefa Nations League B 2020/2021 | [ 49 ] |
| 4  | 11 oktober 2020   | Ullevål Stadion, Oslo, Norge                      | 6         | Rumänien      | 1–0 | 4–0      | Uefa Nations League B 2020/2021 | [ 50 ] |
| 5  | 11 oktober 2020   | Ullevål Stadion, Oslo, Norge                      | 6         | Rumänien      | 3–0 | 4–0      | Uefa Nations League B 2020/2021 | [ 50 ] |
| 6  | 11 oktober 2020   | Ullevål Stadion, Oslo, Norge                      | 6         | Rumänien      | 4–0 | 4–0      | Uefa Nations League B 2020/2021 | [ 50 ] |
| 7  | 2 juni 2021       | La Rosaleda, Málaga, Spanien                      | 11        | Luxemburg     | 1–0 | 1–0      | Träningsmatch                   | [ 51 ] |
| 8  | 1 september 2021  | Ullevål Stadion, Oslo, Norge                      | 13        | Nederländerna | 1–0 | 1–1      | 2022 VM-kval                    | [ 52 ] |
| 9  | 4 september 2021  | Daugava Stadion, Riga, Lettland                   | 14        | Lettland      | 1–0 | 2–0      | 2022 VM-kval                    | [ 53 ] |
| 10 | 7 september 2021  | Ullevål Stadion, Oslo, Norge                      | 15        | Gibraltar     | 2–0 | 5–1      | 2022 VM-kval                    | [ 54 ] |
| 11 | 7 september 2021  | Ullevål Stadion, Oslo, Norge                      | 15        | Gibraltar     | 3–0 | 5–1      | 2022 VM-kval                    | [ 54 ] |
| 12 | 7 september 2021  | Ullevål Stadion, Oslo, Norge                      | 15        | Gibraltar     | 5–1 | 5–1      | 2022 VM-kval                    | [ 54 ] |
| 13 | 25 mars 2022      | Ullevål Stadion, Oslo, Norge                      | 16        | Slovakien     | 1–0 | 2–0      | Träningsmatch                   | [ 55 ] |
| 14 | 29 mars 2022      | Ullevål Stadion, Oslo, Norge                      | 17        | Armenien      | 1–0 | 9–0      | Träningsmatch                   | [ 56 ] |
| 15 | 29 mars 2022      | Ullevål Stadion, Oslo, Norge                      | 17        | Armenien      | 5–0 | 9–0      | Träningsmatch                   | [ 56 ] |
| 16 | 2 juni 2022       | Stadion Rajko Mitić, Belgrad, Serbien             | 18        | Serbien       | 1–0 | 1–0      | Uefa Nations League B 2022/2023 | [ 57 ] |
| 17 | 5 juni 2022       | Friends Arena, Stockholm, Sverige                 | 19        | Sverige       | 1–0 | 2–1      | Uefa Nations League B 2022/2023 | [ 58 ] |
| 18 | 5 juni 2022       | Friends Arena, Stockholm, Sverige                 | 19        | Sverige       | 2–0 | 2–1      | Uefa Nations League B 2022/2023 | [ 58 ] |
| 19 | 12 juni 2022      | Ullevål Stadion, Oslo, Norge                      | 21        | Sverige       | 1–0 | 3–2      | Uefa Nations League B 2022/2023 | [ 59 ] |
| 20 | 12 juni 2022      | Ullevål Stadion, Oslo, Norge                      | 21        | Sverige       | 2–0 | 3–2      | Uefa Nations League B 2022/2023 | [ 59 ] |
| 21 | 24 september 2022 | Stožice Stadium, Ljubljana, Slovenien             | 22        | Slovenien     | 1–0 | 1–2      | Uefa Nations League B 2022/2023 | [ 60 ] |
| 22 | 17 juni 2023      | Ullevål Stadion, Oslo, Norge                      | 24        | Skottland     | 1–0 | 1–2      | 2024 EM-kval                    | [ 61 ] |
| 23 | 20 juni 2023      | Ullevål Stadion, Oslo, Norge                      | 25        | Cypern        | 2–0 | 3–1      | 2024 EM-kval                    | [ 62 ] |
| 24 | 20 juni 2023      | Ullevål Stadion, Oslo, Norge                      | 25        | Cypern        | 3–0 | 3–1      | 2024 EM-kval                    | [ 62 ] |
| 25 | 12 september 2023 | Ullevål Stadion, Oslo, Norge                      | 26        | Georgien      | 1–0 | 2–1      | 2024 EM-kval                    | [ 63 ] |
| 26 | 12 oktober 2023   | AEK Arena – Georgios Karapatakis, Larnaca, Cypern | 27        | Cypern        | 2–0 | 4–0      | 2024 EM-kval                    | [ 64 ] |
| 27 | 12 oktober 2023   | AEK Arena – Georgios Karapatakis, Larnaca, Cypern | 27        | Cypern        | 3–0 | 4–0      | 2024 EM-kval                    | [ 64 ] |
| 28 | 5 juni 2024       | Ullevål Stadion, Oslo, Norge                      | 32        | Kosovo        | 1–0 | 3–0      | Träningsmatch                   | [ 65 ] |
| 29 | 5 juni 2024       | Ullevål Stadion, Oslo, Norge                      | 32        | Kosovo        | 2–0 | 3–0      | Träningsmatch                   | [ 65 ] |
| 30 | 5 juni 2024       | Ullevål Stadion, Oslo, Norge                      | 32        | Kosovo        | 3–0 | 3–0      | Träningsmatch                   | [ 65 ] |
| 31 | 8 juni 2024       | Brøndby Stadion, Brøndby, Danmark                 | 33        | Danmark       | 1–2 | 1–3      | Träningsmatch                   | [ 66 ] |
| 32 | 9 september 2024  | Ullevål Stadion, Oslo, Norge                      | 35        | Österrike     | 2–1 | 2–1      | Uefa Nations League B 2024/2025 | [ 67 ] |
| 33 | 10 oktober 2024   | Ullevål Stadion, Oslo, Norge                      | 36        | Slovenien     | 1–0 | 3–0      | Uefa Nations League B 2024/2025 | [ 68 ] |
| 34 | 10 oktober 2024   | Ullevål Stadion, Oslo, Norge                      | 36        | Slovenien     | 3–0 | 3–0      | Uefa Nations League B 2024/2025 | [ 68 ] |
| 35 | 14 november 2024  | Stožice Stadium, Ljubljana, Slovenien             | 38        | Slovenien     | 2–1 | 4–1      | Uefa Nations League B 2024/2025 | [ 69 ] |
| 36 | 17 november 2024  | Ullevål Stadion, Oslo, Norge                      | 39        | Kazakstan     | 1–0 | 5–0      | Uefa Nations League B 2024/2025 | [ 70 ] |
| 37 | 17 november 2024  | Ullevål Stadion, Oslo, Norge                      | 39        | Kazakstan     | 2–0 | 5–0      | Uefa Nations League B 2024/2025 | [ 70 ] |
| 38 | 17 november 2024  | Ullevål Stadion, Oslo, Norge                      | 39        | Kazakstan     | 4–0 | 5–0      | Uefa Nations League B 2024/2025 | [ 70 ] |
| 39 | 22 mars 2025      | Stadionul Zimbru, Chișinău, Moldavien             | 40        | Moldavien     | 2–0 | 5–0      | 2026 VM-kval                    | [ 71 ] |
| 40 | 25 mars 2025      | Nagyerdei Stadion, Debrecen, Ungern               | 41        | Israel        | 4–1 | 4–2      | 2026 VM-kval                    | [ 72 ] |
| 41 | 6 juni 2025       | Ullevål Stadion, Oslo, Norge                      | 42        | Italien       | 3–0 | 3–0      | 2026 VM-kval                    | [ 73 ] |
| 42 | 9 juni 2025       | A. Le Coq Arena, Tallinn, Estland                 | 43        | Estland       | 1–0 | 1–0      | 2026 VM-kval                    | [ 74 ] |

## Meriter
Red Bull Salzburg
- Österrikiska Bundesliga: 2018/19, 2019/20
- ÖFB-Cup: 2018/19

Borussia Dortmund
- DFB-Pokal: 2020/21

Manchester City
- Uefa Champions League: 2022/23
- Premier League: 2022/23, 2023/24
- FA-cupen: 2022/23
- UEFA Super Cup: 2023
- FA Community Shield: 2024

Individuellt
- Kniksenprisen Årets Genombrott: 2018
- Kniksens hederspris: 2020
- Austrian Footballer of the Year: 2019
- Austrian Bundesliga Player of the Season: 2019/20
- FIFA U-20 World Cup Golden Boot: 2019
- Uefa Champions League Breakthrough XI: 2019
- Bundesliga Player of the Season: 2020/21
- Bundesliga Player of the Month: Januari 2020, november 2020, april 2021, augusti 2021
- Bundesliga Rookie of the Month: Januari 2020, februari 2020
- Bundesliga Goal of the Month: September 2021
- Bundesliga Team of the Season: 2020/21, 2021/22
- VDV Bundesliga Team of the Season: 2019/20, 2020/21, 2021/22
- Kicker Bundesliga Team of the Season: 2020/21, 2021/22
- FWA Footballer of the Year: 2022/23
- ESM Team of the Year: 2019/20
- IFFHS Men's World Youth (U20) Team: 2020
- Golden Boy: 2020
- Gullballen: 2020, 2021, 2022
- Norwegian Sportsperson of the Year: 2020
- FIFA FIFPRO World 11: 2021, 2022
- IFFHS Men's World Team: 2022
- Uefa Nations League top scorer: 2020/21
- Uefa Champions League Squad of the Season: 2020/21, 2022/23
- Uefa Champions League Forward of the Season: 2020/21
- Uefa Champions League top scorer: 2020/21, 2022/23
- Premier League Player of the Season: 2022/23
- Premier League Young Player of the Season: 2022/23
- Premier League Golden Boot: 2022/23, 2023/24
- Premier League Player of the Month: Augusti 2022, april 2023, augusti 2024
- PFA Premier League Fans' Player of the Month: Augusti 2022, september 2022, december 2022
- Guldskon: 2022/23
- UEFA Player of the year: 2022/23
- Gerd Müller Trophy: 2023